# Ausbesserungswerk
Ausbesserungswerk (förkortning AW eller Aw) är en järnvägsanläggning i tysktalande länder, vars huvudsyfte är reparationer av järnvägsfordon. De kallas och kategoriseras även som Centralwerkstatt eller Zentralwerkstatt (centralverkstad) och Hauptwerkstatt (huvudverkstad).

## Terminologi
Medan termen Ausbesserungswerk användes av före detta Deutsche Bundesbahn i Västtyskland efter kriget, fortsatte järnvägsverkstäderna i Deutsche Reichsbahn i Östtyskland att hänvisa till dem som Reichsbahnausbesserungswerke fram till 1992. Termen Hauptwerkstatt användes också ofta av statliga järnvägar (Länderbahn) eller privata järnvägsbolag, och de kallas det än idag, till exempel i Österrike. I allmänhet använder Deutsche Bahn AG idag termen Werk.

## Tunnelbane- och spårvagnsverkstäder
Hauptwerkstätten för järnvägsfordon finns inte bara för vanliga järnvägsfordon, utan även för U-Bahn och spårvagnar. På grund av det förhållandevis lilla antalet fordon som ska underhållas är Hauptwerkstätten i de flesta fall kopplade till spårvägsstall (Bahnbetriebshöfen).

## TidigareAusbesserungswerkei Tyskland
Utöver de Ausbesserungswerke som fortfarande används hade Deutsche Bahn AG och dess föregångare Ausbesserungswerke och Hauptwerkstätten på följande platser:

- Aalen
- Augsburg
- Betzdorf
- Berlin-Friedrichshain
- Berlin-Grunewald
- Berlin-Schöneweide (Idag Hw Schöneweide i Berlins S-bahn)
- Berlin-Staaken
- Berlin-Tempelhof
- Brandenburg
- Braunschweig
- Darmstadt[1]
- Chemnitz
- Delitzsch
- Dresden-Friedrichstadt
- Duisburg-Wedau
- Esslingen am Neckar
- Frankfurt am Main
- Frankfurt-Nied
- Friedrichshafen
- Glückstadt
- Görlitz-Schlauroth
- Gotha
- Göttingen
- Greifswald
- Halberstadt
- Halle an der Saale
- Hamburg-Harburg
- Hannover-Leinhausen
- Ingolstadt
- Jena
- Jülich
- Karlsruhe

- Karlsruhe-Durlach
- Kaiserslautern
- Köln-Nippes
- Kornwestheim
- Leipzig-Engelsdorf
- Limburg an der Lahn
- Lingen
- Lübeck
- Magdeburg
- Mainz
- Malchin
- Mülheim
- München-Freimann
- München-Neuaubing
- Offenburg[2]
- Oldenburg
- Opladen
- Osnabrück
- Paderborn Hbf
- Potsdam
- Recklinghausen
- Regensburg
- Rostock
- Saarbrücken-Burbach
- Schwerte
- Schwetzingen
- Siegen
- Stendal
- Stuttgart-Bad Cannstatt
- Stuttgart Nord
- Trier
- Weiden
- Zwickau